# Баглаи (Староконстантиновский район)
Баглаи́ (укр. Баглаї) — село в Староконстантиновском районе Хмельницкой области Украины.
Население по переписи 2001 года составляло 368 человек. Почтовый индекс — 31175. Телефонный код — 3854. Занимает площадь 1,69 км². Код КОАТУУ — 6824280401.

## Местный совет
31175, Хмельницкая обл., Староконстантиновский р-н, с. Баглаи